# 新望哈站
新望哈站是一个京哈线上的铁路车站，位于黑龙江省哈尔滨市榆树乡，建于1985年，目前为四等站，邮政编码为150088。目前客运：办理旅客乘降；不办理行李、包裹托运；不办理货运营业。